# Hanoverton, Ohio
Hanoverton là một làng thuộc quận Columbiana, tiểu bang Ohio, Hoa Kỳ. Năm 2010, dân số của làng này là 408 người.

## Dân số
- Dân số năm 2000: 387 người.
- Dân số năm 2010: 408 người.